# Miyako (Fukuoka)
Miyako (jap. みやこ町 Miyako-machi) – miasto w Japonii, na wyspie Kiusiu, w prefekturze Fukuoka. Według danych na rok 2020 miejscowość zamieszkiwało 18 825 mieszkańców , a gęstość zaludnienia wyniosła 124,4 os./km².